# تپه بیجانه۱
تپه بیجانه۱ مربوط به دوران فرادیرینه‌سنگی است و در شهرستان کرمانشاه، بخش مرکزی، دهستان دورود فرامان، جنوب غربی روستای بیجانه واقع شده و این اثر در تاریخ ۲۶ اسفند ۱۳۸۷ با شمارهٔ ثبت ۲۵۴۳۰ به‌عنوان یکی از آثار ملی ایران به ثبت رسیده است.